# Малишевський Григорій Дмитрович
Малише́вський Григо́рій Дми́трович (14 січня 1936, с. Рогозів, Бориспільський район, Київська область) — український радянський політичний і державний діяч.

## Біографія
Народився 1936 року в с. Рогозів Бориспільського району Київської області. 
Закінчив Київський інженерно-будівельний інститут (1960), за фахом інженер-будівельник.
У 1961—1990 роках займав посади від майстра будівельної ділянки до керуючого Будівельно-монтажного тресту № 1 у м. Києві (з другого півріччя 1990 року — орендно-акціонерна проектна фірма «Київінвест»). З другого півріччя 1990 року — президент фірми «Київінвест». 
У березні 1990 року обирається депутатом Київської міської радинародних депутатів по виборчому округу № 289 Мінського района. Після того, як 1 листопада 1990 року Арнольд Назарчук склав свої повноваження голови Київської міської ради народних депутатів, ця посада стає вакантною. 20 грудня 1990 року на сесійному засіданні Київради відбулося відкрите голосування щодо кандидатури нового голови міської ради. За відсутністю конкурентів Григорія Малишевського обирають на цю посаду (за — 167 голосів, проти —— 1, утрималося — 8). У відповідності зі статтею 42 Закону України «Про місцеві Ради народних депутатів Української РСР та місцеве самоврядування», прийнятого 7 грудня 1990 року, посада голови виконавчого комітету закріплювалася за головою місцевої Ради, таким чином після набуття чинності законом у січні 1991 року Григорій Малишевський стає головою виконкому Київради замість Миколи Лаврухіна.
Посаду голови міської ради Григорій Малишевський зайняв внаслідок активної підтримки блоку комуністів та безпартійних. Час його перебування на чолі міста охарактеризувався протистоянням між демократичною та комуністичною фракціями, що унеможливлювало роботу Київради.
21 серпня 1991 року під час діяльності ГКЧП Григорій Малишевський виступає з заявою нейтрального характеру, у якій висловлюється про необхідність провести детальний аналіз ситуації, що склалася. Така позиція голови міської ради стала підставою для того, щоб вже 22 серпня група депутатів націоналістично-демократичного спрямування висловила йому недовіру. Втім через відсутність кворуму рішення про недовіру не було прийнято. 27 серпня 1991 року Григорій Малишевський подає заяву про відставку у зв'язку з погіршенням стану здоров'я. Виконуючим обов'язки голови міськради стає Олександр Мосіюк, який працював заступником голови міськради, а з 9 вересня 1991 року він також призначається виконуючим обов'язки голови міськвиконкому.
У середині 1990-х років — президент ЗАТ Фірма «Київінвест». З 2001 року — голова спостережної ради ЗАТ «Компанія Київінвестбуд».
Одружений, має двох синів.

## Почесні звання
- Заслужений будівельник України (1990)
- Почесний академік кадрової академії (1999)

## Нагороди
- Медаль «За доблесну працю» (1970)
- Орден «Знак Пошани» (1971)
- Лауреат Державної премії СРСР у галузі науки і техніки (1984)
- Орден Трудового Червоного Прапора (1986)
- знак Ордена «Святий князь Володимир» (2001)